# Borderlands: Тайната реликва
„Borderlands: Тайната реликва“ (на английски: Borderlands) е американска научнофантастична екшън комедия от 2024 г. на режисьора Ели Рот, който е съсценарист с Джо Кромби, и е базирана на едноименната поредица видеоигри, разработена от „Гиърбокс Софтуер“. Във филма участват Кейт Бланшет, Кевин Харт, Джак Блек, Едгар Рамирес, Ариана Грийнблат, Флориан Мунтяну, Джина Гершън и Джейми Лий Къртис. Филмът излиза по кината в Съединените щати на 9 август 2024 г. в разпространение от „Лайънсгейт“.